# Sidney Wolinsky
Sidney Wolinsky (* vor 1980 in Winnipeg) ist ein kanadischer Filmeditor.
Sidney Wolinsky ist seit Ende der 1970er Jahre als Filmeditor tätig. Sein Schaffen für Film und Fernsehen umfasst mehr als 50 Produktionen.
Für Folgen der Serie Die Sopranos wurde er drei Mal für den Primetime-Emmy nominiert und zwei Mal mit dem Eddie der American Cinema Editors ausgezeichnet. Für die Pilotfolge der Serie Boardwalk Empire wurde er 2011 mit einem Primetime-Emmy geehrt. Für Shape of Water – Das Flüstern des Wassers von 2017 wurde er für zahlreiche Preise nominiert, darunter der BAFTA-Award und der Oscar jeweils für den besten Schnitt.

## Filmografie (Auswahl)
- 1983: Die Klassenfete (My Tutor)
- 1984: Angriff ist die beste Verteidigung (Best Defense)
- 1985: Wenn Träume wahr wären (One Magic Christmas)
- 1986: Howard – Ein tierischer Held (Howard the Duck)
- 1990: Killing Cop (The China Lake Murders)
- 1999–2007: Die Sopranos (The Sopranos, Fernsehserie, 33 Folgen)
- 2001: Schon wieder Flitterwochen (Second Honeymoon)
- 2005: Rom (Fernsehserie, 5 Folgen)
- 2010: Boardwalk Empire (Fernsehserie, eine Folge)
- 2013: House of Cards (Fernsehserie, 6 Folgen)
- 2013–2014: Ray Donovan (Fernsehserie, 8 Folgen)
- 2015–2016: Power (Fernsehserie, 8 Folgen)
- 2017: Shape of Water – Das Flüstern des Wassers (The Shape of Water)
- 2020: Greyhound – Schlacht im Atlantik (Greyhound)
- 2020: Schatten der Mörder – Shadowplay (Fernsehserie)